# 奧法倫斯 (內布拉斯加州)
奧法倫斯（英語：O'Fallons）是位於美國內布拉斯加州林肯縣的非建制地區。

## 歷史
奧法倫斯的郵局於1859年設立，1864年關閉後又於1883年重啟，最後於1890年停運。

## 地理
奧法倫斯所處的海拔為高於海平面896米（即2940英呎），而該地所採用的時區為UTC-6，即北美中部时区（CST）。同時該地設有夏令時間，為UTC-6調快一小時，即UTC-5（CDT）。